# ホテルクレッセント旭川
ホテルクレッセント旭川（ホテルクレッセントあさひかわ、Hotel Crescent Asahikawa）は、北海道旭川市にあるホテル。アパパートナーホテルズ（アパグループ）加盟。建物は『第3回旭川市都市景観奨励賞』を受賞している。

## 施設
客室
- シングルルーム
- ツインルーム
- ダブルルーム
- デラックスツインルーム
- トリプルルーム
- フォースルーム

大浴場
- スカイスパ「シルフクラブ」（2020年10月廃止[2]）

レストラン
- レストラン「フォーシーズン」

宴会・会議
- 宴会場「コスモス」 (124 m²)
- 宴会場「カトレア」 (133 m²)
- 和室 いちい (20 m²)
- クレッセントルーム（レストラン個室） (24 m²)

## アクセス
- 北海道旅客鉄道（JR北海道）旭川駅から徒歩約7分
- 旭川空港から車で約25分

## 運営母体
運営母体の「西野目産業」は、元々道内で木材生産、山林経営、土木建築業を営んでいた。現在の系列ホテルとして、層雲峡温泉にある「ホテル大雪」がある。また上川町には、観光案内所・お土産店として「北の森ガーデン」（旧・ポンモシリ大雪観光センター）も存在したが、2021年に閉店している。